# 주한 멕시코 대사관
주한 멕시코 대사관(스페인어: Embajada de México en Corea)은 대한민국 서울특별시 종로구 종로동 14 트윈트리타워 B동 17층에 위치하고 있는 멕시코 대사관이다. 현직 주한 멕시코 대사는 브루노 피게로아이다.

## 역사
멕시코는 남북한 동시 수교국으로 대한민국과는 1962년 1월 공식 외교 관계를 수립했다. 대한민국은 1962년 7월 멕시코시티에 상주 대사관을 설치했고, 멕시코는 1978년 3월 서울에 상주 대사관을 설치하였다. 양국은 1966년 문화협정, 무역협정, 1979년 사증면제협정, 1988년 항공협정, 1989년 경제과학기술협력협정, 1994년 이중과세방지협정 등을 체결하였다.

## 주요 업무
주요 업무는 대한민국 정부와의 외교, 교섭, 경제 협력, 수출 진흥, 자국의 외교 정책 및 문화 홍보, 대한민국 거주 멕시코 국민의 보호감독, 여권발급, 멕시코 여행객에 대한 사증발급 등이다. 사증면제협정에 따라 한국인이 관광 목적으로 멕시코에 입국할 경우 사증 없이 90일간 체류할 수 있다.

## 같이 보기
- 대한민국-멕시코 관계
- 주멕시코 대한민국 대사관
- 멕시코의 재외공관 목록
- 대한민국 주재 외국공관 목록